# Anthologia Palatina

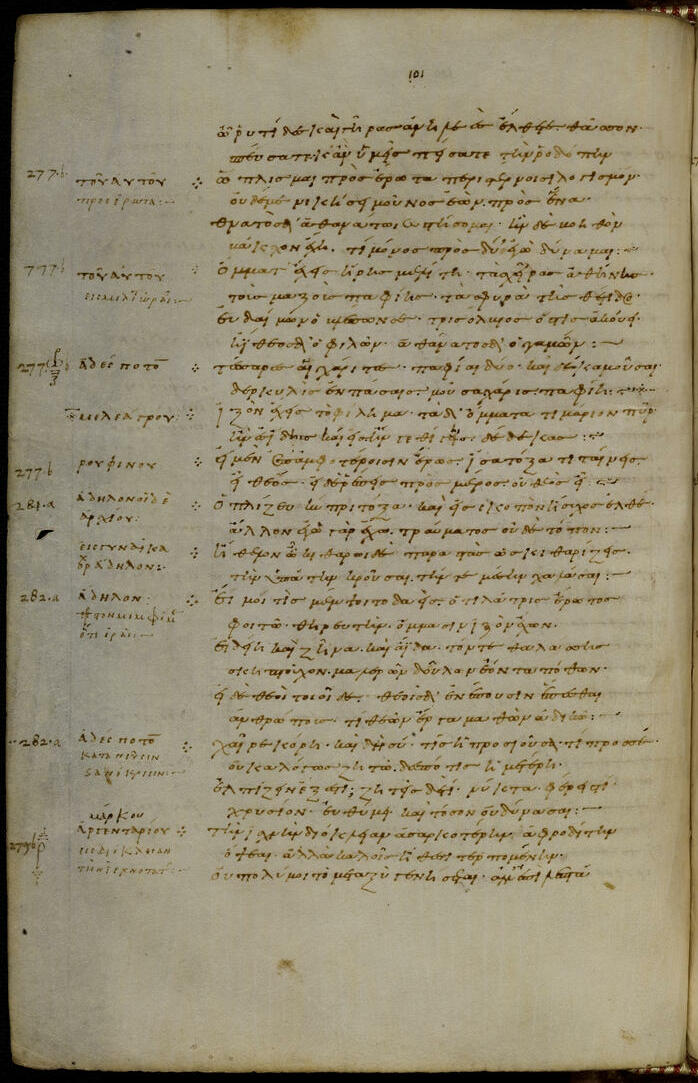
Textsida ur Anthologia Palatina.

Anthologia Palatina är en samling grekiska dikter, uppkallad efter Palatinska biblioteket i Heidelberg där samlingen påträffades 1606.
Antologia Palatina är den största handskriftsamlingen av grekiska dikter. Den bygger huvudsakligen på en äldre samling skapad av Konstantin Kefalas på 900-talet e. Kr. Denna är i sin tur en sammanställning av äldre diktsamlingear, främst Meleagros av Gadaras Stéphanos ("Kransen"), från omkring 70 f. Kr.